# Jan Laskowski (kartograf)
Jan Laskowski (ur. 1 października 1927 w Osinach, zm. 26 stycznia 2019 w Starej Wsi) – polski kartograf.
Wieloletni pracownik Ministerstwa Sprawiedliwości, w którym założył pracownię kartograficzną. Członek Głównej Komisji Badania Zbrodni Hitlerowskich w Polsce oraz innych komisji Instytutu Pamięci Narodowej. Autor wielu cenionych dzieł polskiej kartografii.